# Pycnodithella
Pycnodithella es un género de arácnido del orden Pseudoscorpionida de la familia Tridenchthoniidae.

## Especies
Las especies de este género son:
- Pycnodithella abyssinica (Beier, 1944)
- Pycnodithella harveyi Kennedy, 1989